# Marthe Robert
Pour la nageuse suisse, voir Marthe Robert (nageuse).
Pour les articles homonymes, voir Robert.
Marthe Robert, née le 25 mars 1914 à Paris 20e et morte le 12 avril 1996 à Paris 7e, est une critique littéraire française.
Connue pour sa lecture psychanalytique de la littérature (Roman des origines et origines du roman, 1972) et ses traductions d’auteurs germanophones – notamment Goethe, les frères Grimm, Nietzsche, Freud, Robert Walser et Franz Kafka –, elle est considérée comme une des plus éminentes spécialistes de l’œuvre de Kafka.

## Aperçu biographique
Née en 1914 à Paris, Marthe Robert intègre, après ses études à la Sorbonne, l'université Johann Wolfgang Goethe de Francfort-sur-le-Main où elle achève ses études en germanistique. Là, elle rencontre le peintre Jacques Germain, qui étudie à l'école du Bauhaus et qu'elle épouse.
De retour à Montparnasse, elle devient l'amie d'Arthur Adamov, d'Antonin Artaud et de Roger Gilbert-Lecomte. Elle crée aussi la revue L'Heure nouvelle dans laquelle elle publie ses premières traductions de Kafka. Elle contribue, ainsi que son mari, au mouvement qui vise à la libération d'Artaud de l'asile de Rodez. En 1941, elle rencontre le psychanalyste Michel de M'Uzan, qui devient son second mari.
Comme spécialiste et traductrice de Kafka, elle produit notamment les traductions des écrits intimes de cet auteur : le Journal, la Correspondance 1902-1924, les Lettres à Félice, les Préparatifs de noces à la campagne, etc. Elle est aussi une essayiste. Son dernier texte a été publié en septembre 1992 dans le numéro 2 de la revue Rémanences.

### Prix
Marthe Robert a été, selon ses termes, la première non-juive à recevoir le prix de la Fondation du judaïsme français. Elle a aussi reçu, en 1972, le prix Jeanne-Scialtel pour la Traduction des Œuvres complètes de Kafka, en 1973, le prix de l'essai pour le Roman des origines et origines du roman, en 1977, le prix des critiques pour le Livre de lectures ; en 1981, le grand prix de la critique pour la Vérité littéraire ; en 1995, le grand prix national des Lettres,.

## Œuvres

### Essais
- Introduction à la lecture de Kafka[4], Éditions du Sagittaire, coll. « L'heure nouvelle », 1946
- Un homme inexprimable. Essai sur l’œuvre de Heinrich von Kleist, 1955
- Heinrich von Kleist, Paris, L'Arche, « Les Grands dramaturges », 1955
- Kafka, collection « Pour une bibliothèque idéale » de Gallimard, 1960
- L’Ancien et le nouveau. De Don Quichotte à Franz Kafka, 1963
- La Révolution psychanalytique, 1964, 2 vol.
- Sur le papier : essais, éditions Grasset, 1967
- Seul comme Franz Kafka, 1969
- Roman des origines et origines du roman, 1972
- D'Œdipe à Moïse : Freud et la conscience juive, Calmann-Lévy, 1974
- Livre de lectures I, 1977
- Artaud vivant, et al. 1980
- La Vérité littéraire : livre de lectures II, 1981
- En haine du roman : étude sur Flaubert, 1982
- La Tyrannie de l’imprimé : livre de lectures III, 1984
- Le Puits de Babel : livre de lectures IV, 1987
- La Traversée littéraire, 1994

### Traductions
- Contes de Grimm, Gallimard, 1976
- Kafka (textes choisis), Gallimard, coll. « Bibliothèque idéale », 1960
- Ainsi parlait Zarathoustra de Friedrich Nietzsche coll. « Club français du livre », 1958